# Municipio de Granite Falls
El municipio de Granite Falls (en inglés: Granite Falls Township) es un municipio ubicado en el condado de Chippewa en el estado estadounidense de Minnesota. En el año 2010 tenía una población de 253 habitantes y una densidad poblacional de 3,08 personas por km².

## Geografía
El municipio de Granite Falls se encuentra ubicado en las coordenadas 44°51′5″N 95°31′28″O / 44.85139, -95.52444. Según la Oficina del Censo de los Estados Unidos, el municipio tiene una superficie total de 82.13 km², de la cual 81,11 km² corresponden a tierra firme y (1,25 %) 1,02 km² es agua.

## Demografía
Según el censo de 2010, había 253 personas residiendo en el municipio de Granite Falls. La densidad de población era de 3,08 hab./km². De los 253 habitantes, el municipio de Granite Falls estaba compuesto por el 96,44 % blancos, el 2,37 % eran amerindios, el 0,4 % eran asiáticos y el 0,79 % eran de una mezcla de razas. Del total de la población el 1,19 % eran hispanos o latinos de cualquier raza.